# آرسلا

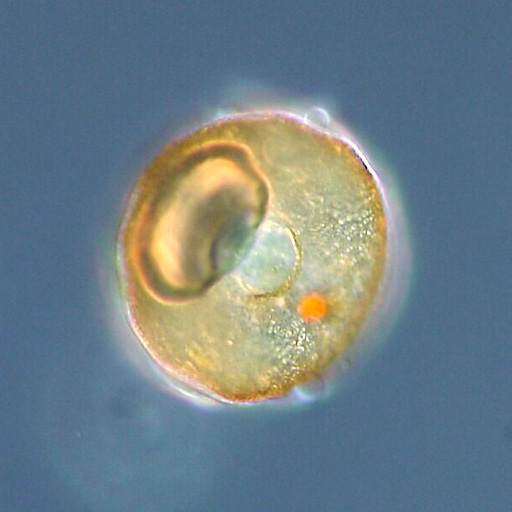
گونه آرسلا

آرسلا (به انگلیسی: Arcella) جزء آميب هاي پوسته دار (testated) و در راسته Arcellinida ميباشد. همچنين جزء آمیب‌های تک حجره‌ای است که دارای پوسته‌ای زیبا از جنس پروتئین، آگلوتینات، سیلیس و آهک با یک منفذ هستند. آرسلا یک پوسته محکم سیلیسی شفاف به شکل کلاه یا چتر در اطراف خود ترشح می‌کند. آرسلا معمولا در آب هاي شيرين يافت ميشود.

### تغذيه و پراكندگي
Arcella در آب هاي شيرين، آب هاي اتروفيك، باتلاق ها،خزه ها و همچنين در برگ هاي مرطوب زندگي ميكنند. و گونه هاي اندكي نيز در خاك ها يافت ميشوند. آنها از دياتومه ها (Diatoms)، جلبك سبز (Green algae) و نيز از پروتوزوآ هاي حيواني مانند تاژك و مژك تغذيه ميكنند.